# トルタンカラバサ
トルタンカラバサ (Tortang kalabasa) は、フィリピンのオムレツである。潰すか微塵切りにしたカボチャと、小麦粉、水、卵、食塩、コショウを混ぜて焼く。他に微塵切りにした野菜を加えることもある。
オコイと非常に似ているが、オコイでは卵の代わりにもち米入りのバッター液を用いる。それにも関わらず、この料理は、squash okoyやokoy na kalabasaと呼ばれることがある。